# ОШ „Радоје Домановић” Бошњаце
Основна школа „Радоје Домановић“ у Бошњацу је васпитно-образовна установа, центар културе на овом подручју. Ово је најстарија школа у Јабланичком округу. Формирана на захтев мештана једанаест села бошњачке општине, она је, од свог настанка до данас, са успехом одиграла своју улогу, на понос њених оснивача и задовољство мештана Бошњаца, Пертата, Ћеновца, Тогочевца, Цекавице, Малог Војловца, Великог Војловца, Доњег Врановца и Лугара.

## Историја
Према летописцу Влади Андрејевићу, свештенику бошњачке цркве, прва школа у Бошњацу датира још од давне 1860. године, када је уз цркву саграђен први конак. Она није била самостална, већ је имала црквено обележје.
Званично школа почиње са радом 1880. године под именом Бошњачка школа. У школи су деца, у почетку, изучавала Наставу народне историје, Народну поезију, Рачун и Лепо писање. У почетном периоду рада, слободна Кнежевина Србија прописује следеће предмете: Катихизис мали, Молитвослов кратки, Црквена историја, али и световне дисциплине: Граматика српска мала (поред Буквара Часловца), Мали земљопис, Земљопис Србије и Турске, Историја српског народа, Рачуница, Писменисастав, Прва читања. Први учитељи Бошњачке школе били су Андрија Живковић (1882 – 1883), Светислав Марић (1884 – 1887), Светозар Миленковић (1888 – 1890), Софроније Радовановић (1891), Михајло Катић (1892), Димитрије Лазаревић (1893), Прокопије Стојановић (1895 – 1899), Трајко Стојановић (1901), Драгутин Манојловић (1902), Јелена Обреновић (1903) и Митар Бјелић (1908-1914).
Од 1905. године школа је исељена из црквене зграде и постала самостална. На улазу у Бошњаце, лево од пута Лесковац-Лебане подигнута је нова зграда која је имала две учионице, ходник и наставничку канцеларију. Први учитељ у новој згради био је Димитрије Бјелић који је на месту учитеља провео 10 година.
1915. године школа је престала са радом. По завршетку Првог светског рата, под називом Бошњачка народна школа, са првим учитељем Будимиром Д. Швабићем, почиње поново са радом 1919. године.
Од 1941—1945. године, за време немачке окупације, није прекидала рад.
Даље је школа у Бошњацу у свом раду само напредовала. Због све већег броја ученика и недостатка простора школи је била потребна нова зграда. Она је изграђена 1957. године, а од 1962. године носи име једног од најзначајнијих реалиста српске књижевности и најпознатијег сатиричара – Радоја Домановића.
Постојећој школи из 1957. године, 1977—1980. године изграђује се нови део који данас, заједно са старим делом, располаже очигледним средствима за рад, савременим рачунарима и скромним књижевним фондом.

## Данас
Данас је ово модерна и савремена школа опремљених кабинета, реновираних учионица, савременом фискултурном салом и спортским теренима (велико и мало игралиште, спољни тениски сто, бацалиште за куглу, стаза за скок у даљ, терен за одбојку на песку). Матичну школу у Бошњацу са истуреним одељењима у Лугару, Великом Војловцу, Цекавици и Пертату, похађа 462 ученика.
Колектив броји 63 радника од тога 48 у настави и 15 радника који чине административно и техничко особље.
Учионице су распоређене у два нивоа (приземље и спрат) опремљене централним грејањем. Што се тиче просторија школа поседује: 5 учионица опште намене, библиотеку и кабинете за физику и хемију, биологију, техничко образовање, информатику, математику, Фонолабораторију, ликовно васпитање, географију и историју, музичку културу, а у припреми су кабинети за српски и стране језике. Остале просторије су архива, трпезарија, кухиња, административни блок. У саставу школе је и предшколско одељење.

## Исдвојена одељења
Школа поседује и четири издвојена одељења са наставом до четвртог разреда у Пертату, Цекавици, Великом Војловцу и Лугару.

### Пертате
Настанак и развој четвороразредне школе у Пертату везан је за време и после НОП-а и може се поделити у два периода. Први период карактерише рад у отежаним условима по малим и за те прилике неприпремљеним сеоским кућама. Деца су носила троношке са собом јер намештаја није било. У први разред 1944. године уписано је 72 ученика међу којима и старије деце. Други период започиње 1953. године изградњом школске зграде. Данас се настава у овој школи изводи у две смене у четири одељења. Ово подручно одељење у Пертату обухвата два насеља: Пертате и Ћеновац.
Нови школски објекат започет је са изградњом 2001. године, и поред уложених напора, није довршен.

### Цекавица
Подручно одељење ОШ „Радоје Домановић“ у Цекавици обухвата три насеља: Цекавицу, Тогочевце и М. Војловце. Од оснивања 1929. године до 1956. године школа у Цекавици је радила као самостална установа, а по извршеној реорганизацији мрежа основних школа општине Лебане 1957. године ова школа је ушла у састав матичне школе у Бошњацу као подручно одељење. Настава се изводи у две смене и три учионице. У школском дворишту изграђено је спортско игралиште. Школа у Цекавици је прва сеоска школа на подручју општине Лебане у којој од школске 1983/84. ради одељење предшколске установе Дечјег вртића из Лебана.

### Велико Војловце
Школа у Великом Војловцу почиње са радом 1928. године. Први учитељ у тој школи био је Глигорије Самарџић из Суботице. Родитељи ученика и мештани села В. Војловца, Д. Врановца и Лугара, сама општина Лебане као и матична школа у Бошњацу, допринели су да се услови за рад у овој школи побољшају у односу на почетни период. Постоје две учионице у којима се реализује настава у преподневној смени а одељена су комбинована. Поред саме школе изграђено је савремено спортско игралиште. Од 2003. је почело да ради одељење предшколске установе из Лебана.
Најмлађе подручно одељење у Лугару почиње са радом 1998. године и налази се у релативно најбољем стању. Поседује једну велику и једну мању учионицу у којима се настава реализује у једној смени у комбинованом одељењу. Поред саме школе изграђено је спортско игралиште.